# بيتر ويلسون (مؤلف)
بيتر ويلسون (بالإنجليزية: Peter Wilson)‏ هو مؤلف أسترالي، ولد في 7 نوفمبر 1951 في ملبورن في أستراليا.